# Kamekura Yūsaku

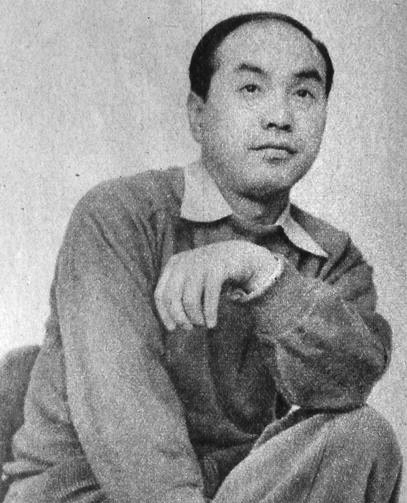
Kamekura Yūsaku, 1952

Kamekura Yūsaku (japanisch 亀倉 雄策; * 6. April 1915 in Yoshida (heute: Tsubame), Präfektur Niigata, Japan; † 11. Mai 1997 in Chūō, Tokio) war ein japanischer Grafiker und Grafikdesigner, spezialisiert auf Gebrauchsgrafik und international bekannt für seine Plakatkunst.

## Leben und Werk
Kamekura Yūsaku studierte von 1935 bis 1938 Architektur und die Grundsätze des Konstruktivismus am Institut für Neue Architektur und Industrial Arts (新建築工芸学院, shin-kenchiku kōgei gakuin) in Tokio, einem privaten Institut gegründet von Kawakita Renshichirō mit dem Ziel der Einführung der Design-Theorien des Bauhauses in Japan. Kamekura arbeitete ab 1938 für K.K. Nihon Kōbō (engl. Japan Studio; ab 1939: Kokusai Hōdō Kōgei K.K.) in Tokio.
Kamekura war von 1938 Art Director einer Reihe von japanischen Zeitschriften, dazu gehörte auch „Nippon“, und auch der Handelskammer in Japan. Im Jahre 1951 war er an der Gründung des Japan Advertising Arts Club beteiligt, der sich der gesellschaftlichen Anerkennung des Berufs des Grafik-Designers verschrieb. Im Jahr 1955 nahm er an der „Grafik 55“-Ausstellung teil, zusammen mit Hara Hiromu, Paul Rand und anderen.
Im Jahre 1956 erhielt Kamekura einen Preis des Japan Advertising Arts Club für ein Plakat zum Aufruf für eine friedliche Nutzung der Atomkraft. Er war Mitbegründer des Nippon Design Centers in Tokio im Jahr 1960 mit Ikkō Tanaka.
Außerhalb Japans sind seinen bekanntesten Designs die Plakate für die Olympischen Spiele 1964 in Tokio und für die Expo ’70 in Ōsaka. Ausstellungen seiner Werke fanden im Museum of Modern Art in New York City (1953) und in Chicago (1956) statt. Im Jahr 1964 wurden Arbeiten von ihm auf der documenta III in Kassel in der Abteilung Graphik gezeigt.
Im Jahr 1978 wurde er Vorsitzender der neu gegründeten Japan Graphic Designers Association (kurz: JAGDA), die jährlich reich illustrierte Bücher über die Arbeit der japanischen Grafiker veröffentlicht. Für seine Ausstellung „Das Universum der gebogenen und geraden Linien: Designs von Kamekura Yūsaku“ erhielt er den 25. Mainichi Arts Award im Jahr 1983. Zudem wurde er im gleichen Jahr für seine Verdienste das japanische Design auf ein internationales Niveau gebracht zu haben mit dem Asahi-Preis ausgezeichnet.
Er war einer der Pioniere des japanischen Grafikdesigns, der maßgeblich dazu beigetragen hat, das Grafikdesign als einen wesentlichen Faktor der modernen Gesellschaft, Kunst und Kultur zu etablieren. Er hat mit seinen Arbeiten zur Reputation modernen japanischen Grafikdesigns international beigetragen. Er entwarf Logos, Plakate, Bücher, Zeitschriften, Firmen-Symbole, Straßenschilder und Verpackungen. Sein Werk zeichnet sich durch seine Dynamik, die spezielle Zusammensetzung aus technischem Know-how und visuellen Erfindungsreichtum aus. Er benutzte die Fotografie und die Farben in Verbindung mit geometrischen Elementen. Er war ein erfolgreicher Lehrer, Dozent und Schriftsteller und hat zahlreiche Auszeichnungen für seine Entwürfe in Japan und international erhalten. Seine Werke sind Teil wichtiger öffentlicher Sammlungen, zum Beispiel im Museum of Modern Art in New York oder im Stedelijk Museum in Amsterdam.